# TE Nr. 11 und 12
Die Lokomotiven 11 und 12 der Togo-Eisenbahn (TE) waren Tenderlokomotiven der Achsfolge B. Sie wurden 1904 von Henschel & Sohn unter den Fabriknummern 6885 und 6886 gebaut. Sie genügten den besonders einfachen Bedingungen, welche der Betrieb der Küstenbahn stellte; für die Bedienung der Landungsbrücke in Lomé waren sie allerdings zu schwer. Hierfür war die Lokomotive TE Nr. 13 mit vergrößertem Achsstand geeignet, welche 3,7 t leichter war. Später wurden sie in 1 und 2 umgezeichnet, 1909 wurde eine von Orenstein & Koppel gelieferte dreifach gekuppelte Lokomotive mit der Nummer 11 versehen.

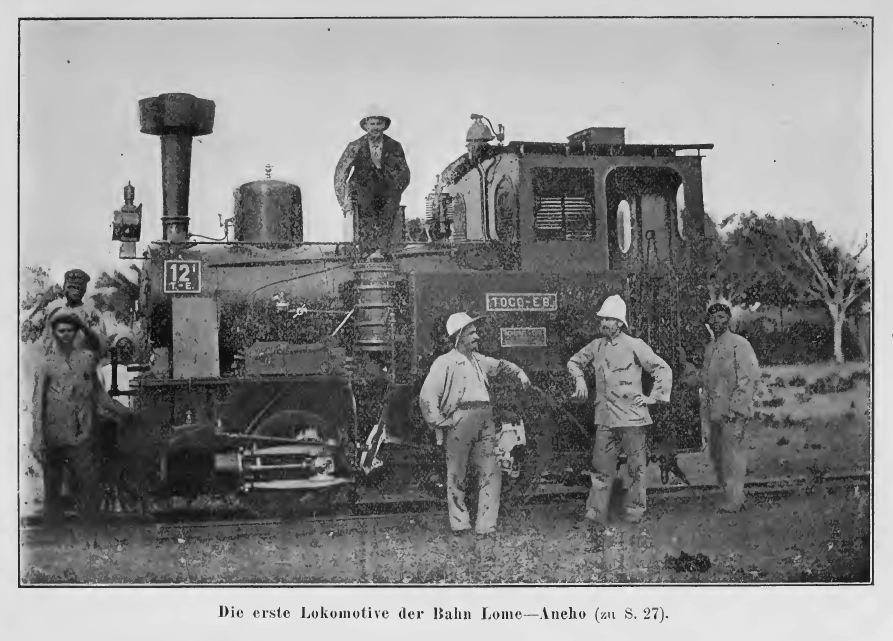
TE Nr. 12